# Del porfirismo a la Revolución
Del porfirismo a la Revolución (1957-1966) es una obra del muralista David Alfaro Siqueiros realizada en acrílico sobre tela en fibra de vidrio y conglomerado de madera (4.46 m de alto x 76.89 m de ancho) que se encuentra en la Sala Siqueiros del Castillo de Chapultepec. Fue hecha por encargo del historiador Antonio Arriaga Ochoa, en ese entonces director del Museo Nacional de Historia.

## Historia del proceso creativo
Antonio Arriaga, siendo director del Museo Nacional de Historia, declaró lo siguiente "Complementaremos los testimonios del pasado con obras monumentales de pintura mural, en la que nuestros más grandes pintores habrán de interpretar el carácter y la importancia de las épocas correspondientes." Con esta postura, en 1957 encarga a David Alfaro Siqueiros un mural para decorar la sala de la Revolución. Se le sugirió al pintor que tratara el tema de la Revolución Mexicana y el porfirismo.
Para crear su obra, el artista realizó una profunda investigación histórica e iconográfica que fue dirigida por especialistas como Nicolás T. Bernal y el profesor Manuel Arellano, quien entonces fungía como Subdirector del Centro de Investigaciones Históricas. Inicialmente, el espacio de la obra constaba de tres paños independientes en forma de trapecio en una sala, juntos sumaban 80 metros. Al final, las dimensiones no fueron suficientes y se tuvo que remover una pared para unir dos salas en un proyecto asesorado por el arquitecto Pedro Ramírez Vázquez.
La obra se inició en 1957 pero se terminó hasta 1966 ya que el maestro Siqueiros estuvo preso por sus posturas ideológicas y políticas del 9 de agosto de 1960 hasta el 13 de julio de 1964, retomando la obra tres días después de su liberación. La obra fue inaugurada por el presidente Gustavo Díaz Ordaz el 19 de noviembre de 1966 con una superficie total de 419 metros cuadrados.

## Escenas y personajes representadas
Las escenas que representa el mural de derecha a izquierda son el general Porfirio Díaz rodeado por su gabinete, la actitud de desprecio al pisar la Constitución de 1857 es evidente. A sus costados se encuentran Victoriano Huerta y José Yves Limantour, quienes representan el poder militar y la política que prevalecía en ese tiempo. Esta escena simboliza la instauración de un poder de más de 30 años. Aquí también se representa la decadencia del porfirismo a través de bailarinas que entretienen a burgueses y aristócratas de la época.
El mural muestra hecho de la Revolución Mexicana. Del centro hacia la izquierda los sombreros del gabinete de Porfirio Díaz se pierden con los de los Rurales, quienes fueron un organismo de represión política que llegó a ayudar a William C. Greene en las revueltas de la fábrica de Cananea. En esta escena, Greene y Fernando Palomares, miembro del Partido Liberal Mexicano, luchan por la bandera mexicana. Atrás de Palomares se puede ver al pueblo en actitud de apoyo y a punto de iniciar el combate.
Entre los Rurales aparecen Rafael Izábal, gobernador de Sonora en ese momento y principal represor de la lucha obrera; Luis F. Torres quien también fue gobernador de Sonora, y Filiberto Barroso, presidente municipal de Cananea.
En la conferencia previa a la inauguración, el 18 de noviembre de 1966, Siqueiros dio el siguiente discurso ante el mural:
"Cuando se me llamó a principios de 1957 para que realizara la obra, comprendí que tendría que hacer algo como sólo el movimiento muralista mexicano ha sido capaz de producir: una gran pintura documental con retrato de personajes cuyo parecido debía ser lo más apegado a la verdad que fuera posible.
En lo que respecta a la composición de esta obra, debo decir que se trata del primer mural en superficies planas, en paños verticales, que integra una absoluta unidad sin solución de continuidad. La vetustez del edificio nos obligó a reconstruir el recinto para que el espectador, al desplazarse, captara la totalidad del fenómeno óptico y pudiera apreciar el juego de las perspectivas. Una pintura mural, particularmente un mural concebido de esta forma, no se puede ver de la misma manera que un cuadro de caballete.
Como este mural fue iniciado hace varios años, se pueden observar en él ciertas transformaciones de estilo que corresponden justamente al tiempo transcurrido. Y un tremendo problema que hemos tenido ha sido precisamente el de unificar el estilo.
Aquí puede verse el periodo de la Revolución Mexicana que va de 1906 a 1913, el más intuitivo si se quiere, pero también el ms sano y el más vigoroso de nuestra Revolución. De la huelga de Cananea al cuartelazo de Victoriano Huerta. En el lapso de esos siete años entraron al escenario de nuestras luchas los anarcosindicalistas y los primeros socialistas que, analizados con rigor político, tendríamos que decir que no fueron ni lo uno ni lo otro, sino simples liberales avanzados que tuvieron la agudeza de visión para entender que el problema de México era fundamentalmente un problema de cambios sociales. Ellos, que fueron los más sanos, le dieron a la Revolución Mexicana una línea política."